# Oskar Jerschke
Oskar Jerschke (Lähn, 17 luglio 1861 – Bolzano, 24 agosto 1928) è stato uno scrittore tedesco.
Fu autore di opere liriche e delle commedie Traumolus (1904) e Büxl (1911).
In queste commedie, scritte con la collaborazione di con Arno Holz, egli si attenne alla miglior tecnica tradizionale del teatro.
| Controllo di autorità | VIAF (EN) 59853454 · ISNI (EN) 0000 0000 8139 649X · LCCN (EN) nr99012345 · GND (DE) 117115827 · J9U (EN, HE) 987007292070205171 |